# São Judas (métro de São Paulo)
São Judas est l'une des stations de la ligne 1 - Bleue du métro de São Paulo. Elle a été inaugurée le 14 septembre 1974. Elle porte ce nom en référence à la paroisse sanctuaire de São Judas Tadeu, située près de la station.

## Situation sur le réseau

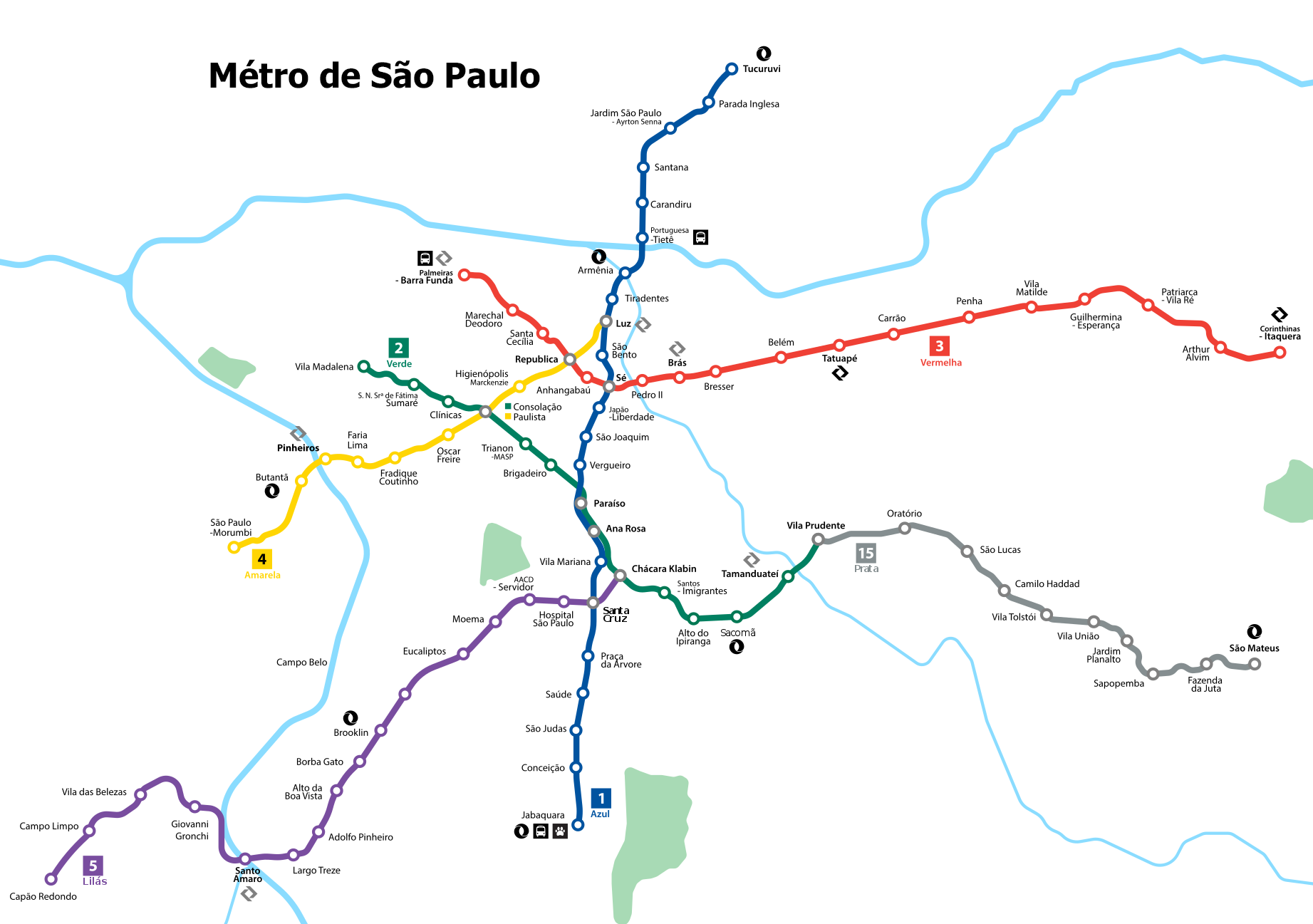
Plan du Métro de São Paulo 2020.

Établie en souterrain, la station São Judas est située sur la ligne 1 (Bleue) du métro, entre les stations : Saúde, en direction du terminus Tucuruvi, et Conceição, en direction du terminus Jabaquara.

## Histoire
La station de São Judas a été l'une des premières conçues en 1968 par le consortium HMD (Hochtief, Deconsult et Montréal), responsable pour le projet du réseau de métro de São Paulo. Les expropriations pour les travaux ont été effectuées au moyen des décrets numéro 7515 (du 11 juin 1968), 7886 (du 3 janvier 1969) et 8433 (du 8 octobre 1969). Les travaux de la station ont été inclus dans la section 8 (Santa Cruz-São Judas) et sous contrat avec le Consórcio de Grandes Estruturas (Coge), formé par les sociétés Ecel SA, Engenharia, Comercio e Indústria SA (Ecisa) et Figueiredo Ferraz, ayant démarré le 15 décembre 1968,,. La station São Judas a été mise en service au public le 14 septembre 1974.

## Caractéristiques
La station est enterrée, avec une mezzanine de distribution et des quais latéraux avec structure en béton apparent. Elle a une superficie construite de 7 360 mètres carrés. Sa capacité est de vingt mille voyageurs par heure aux heures de pointe.

## Accès à l'aéroport
La station São Judas permet un accès facile à l'aéroport de Congonhas grâce à l'intégration sur l'avenida Jabaquara avec des lignes de bus qui emmènent à l'aéroport en un trajet d'environ quinze minutes.

### Navette Conexão Congonhas
Depuis fin 2019, SPTrans et Mobibrasil proposent un service spécial de navette sur l'une des lignes de bus qui relient la station et l'aéroport, appelée Conexão Congonhas. Il propose des voitures spéciales sans tourniquets, embarquement et débarquement à n'importe quelle porte de véhicule et de coffre à bagages, afin de faciliter le transport de valises et de sacs à dos pour les passagers arrivant ou partant de São Paulo par l'aéroport de Congonhas et utilisant le métro comme moyen de déplacement.

## À proximité
- Église Sanctuaire São Judas Tadeu
- Aéroport de São Paulo/Congonhas

## Tableau
| Code | Station   | Inauguration      | Capacité                        | Intégration                 | Quais    | Position    | Notes                                    |
| ---- | --------- | ----------------- | ------------------------------- | --------------------------- | -------- | ----------- | ---------------------------------------- |
| JUD  | São Judas | 14 septembre 1974 | 20 mille voyageurs heure/pointe | Bilhete Único de la SPTrans | Latéraux | Souterraine | Station avec structure en béton apparent |